# ラブなる! 〜恋愛信号〜
『ラブなる! 〜恋愛信号〜』（ラブなる れんあいしんごう）は、2016年4月よりBS11にて放送中の日本のテレビ番組。

## 概要
各回を「Boy's Side」「Girl's Side」に分け、それぞれの登場人物が毎回異なったシチューエーションで「視聴者に恋をした」という設定で物語が進められるショートドラマ。アニメーションではなく、イラストをインサートした実写ドラマによる2.5次元感覚の番組である。
　
プロデューサーの菊池晃一は、アニメ『ヴァイスクロイツ』の仕掛人であり、それぞれのキャラの役柄は、新人声優が務めている。

## 登場人物

### Boy's Side
充嗣（みつぐ）
演 - 高塚智人
千史（ちさと）
演  - 眞對友樹也
星宙士（そらし）
演 - 今野陽太
玲生耶（れおや）
演 - 汐谷文康

### Girl's Side
咲莉（えみり）
演 - 伊藤麻菜美
彩希（さき）
演 - 杉山里穂
祐未佳（ゆみか）
演 - 橋本鞠衣
陽美菜（ひみな）
演 - 菊池紗良

## スタッフ
- 原作・企画・製作著作 - team LOVENAL
- 監督 - 宇佐美正明
- 脚本 -
- 音楽 - 田垣内孝治
- プロデューサー - 菊池晃一
- イラスト - えまる・じょん（Boy's）、倒神神倒（Girl's）

## 主題歌
「心のラブソング」
作詩 - 相田毅 / 作曲 - 山口誠 / 編曲 - 田垣内孝治 / 歌 - ラブなる!Boy's&Girl's

## 放送局
| 放送地域 | 放送局 | 放送期間       | 放送日時                      | 備考         |
| -------- | ------ | -------------- | ----------------------------- | ------------ |
| 日本全域 | BS11   | 2016年4月4日 - | 毎月第1月曜 23:54 - 火曜 0:00 | 『ANIME+』枠 |

偶数月は「BOY' Side」、奇数月は「Girl's Side」をそれぞれ放送。期間は2017年3月までの1年間の予定。